# Cobria biroi
Cobria biroi là một loài bọ cánh cứng trong họ Cerambycidae.